# Uleåborg–Torneå-banan
Uleåborg–Torneå-banan är en del av det finländska järnvägsnätet och går från Uleåborg, norr mot Kemi och Torneå längs kusten. Bansträckningen blev färdig 1903. Den är en fortsättning på Österbottenbanan som hade blivit klar 1886. I Laurila ansluter Uleåborg–Torneå-banan till Laurila–Kelloselkä-banan (mot bland annat Rovaniemi) och i Torneå till Kolaribanan respektive Torneå–Haparanda-banan.
Under sommaren 2021 sa den finska regeringen ja till att finansiera en elektrifering av sträckan mellan Laurila och Torneå. Arbetet var tänkt att slutföras 2024. Elektrifieringen slutfördes i januari 2025.

## Stationer

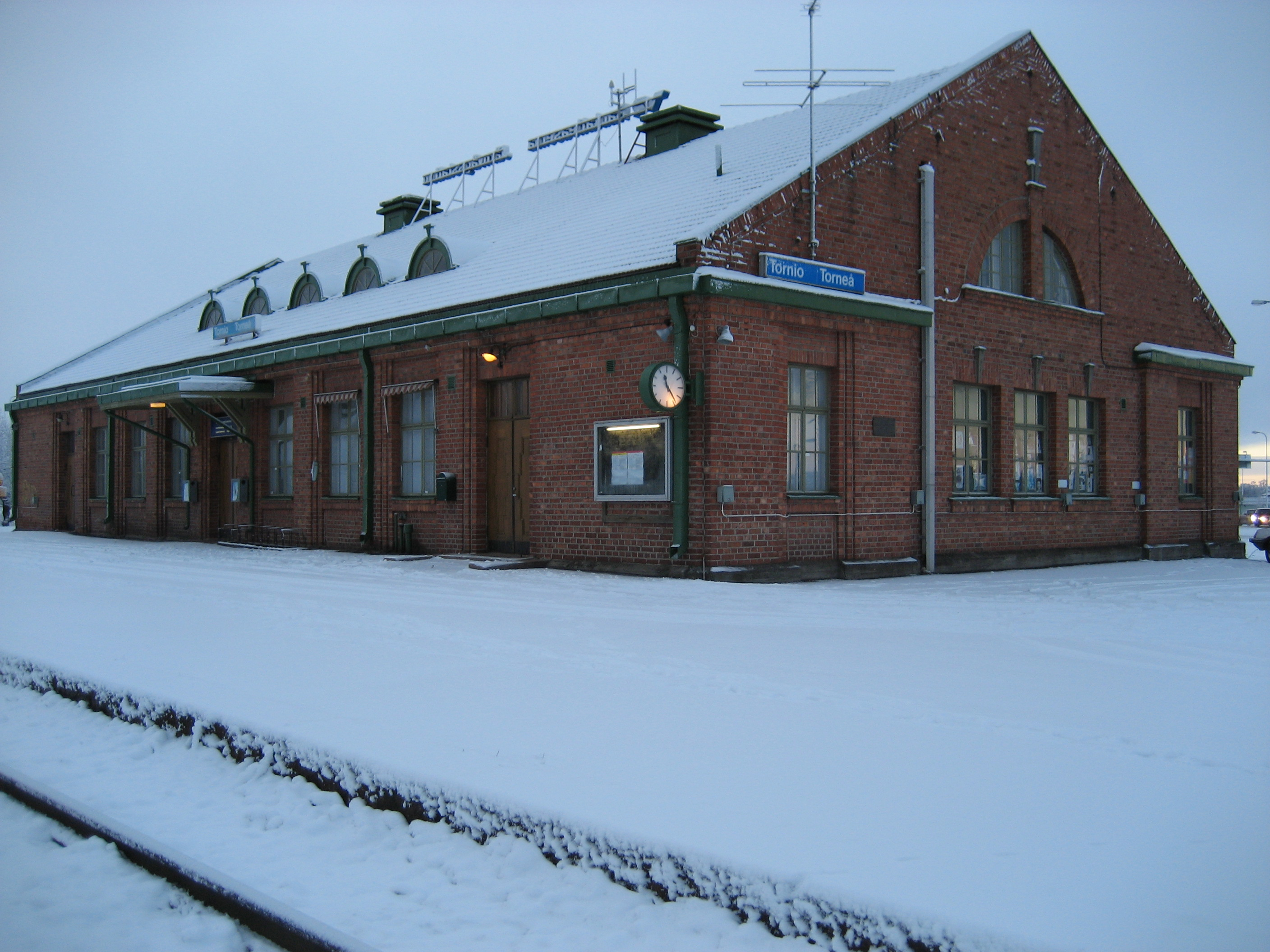
Torneå
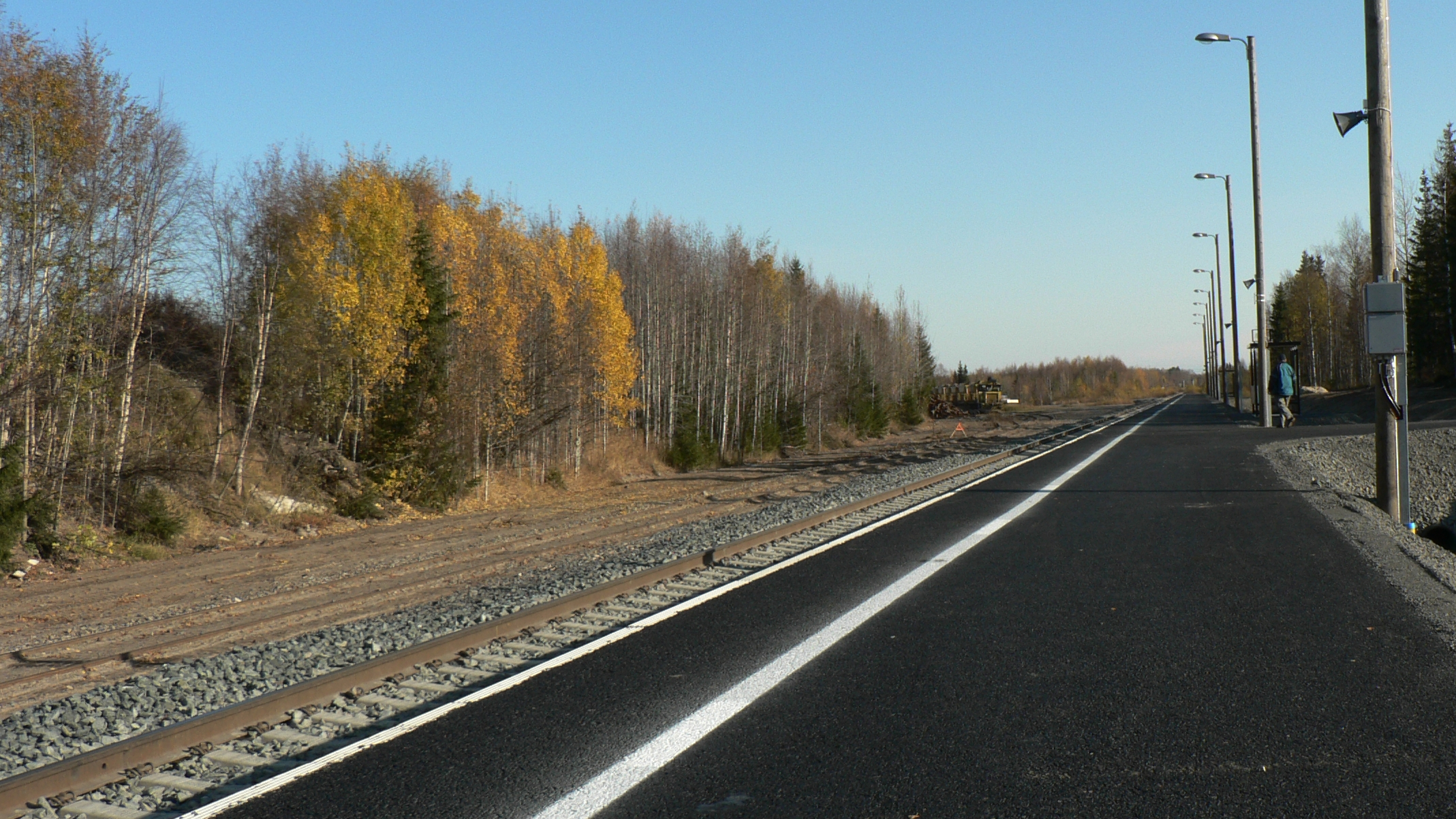
Torneå östra
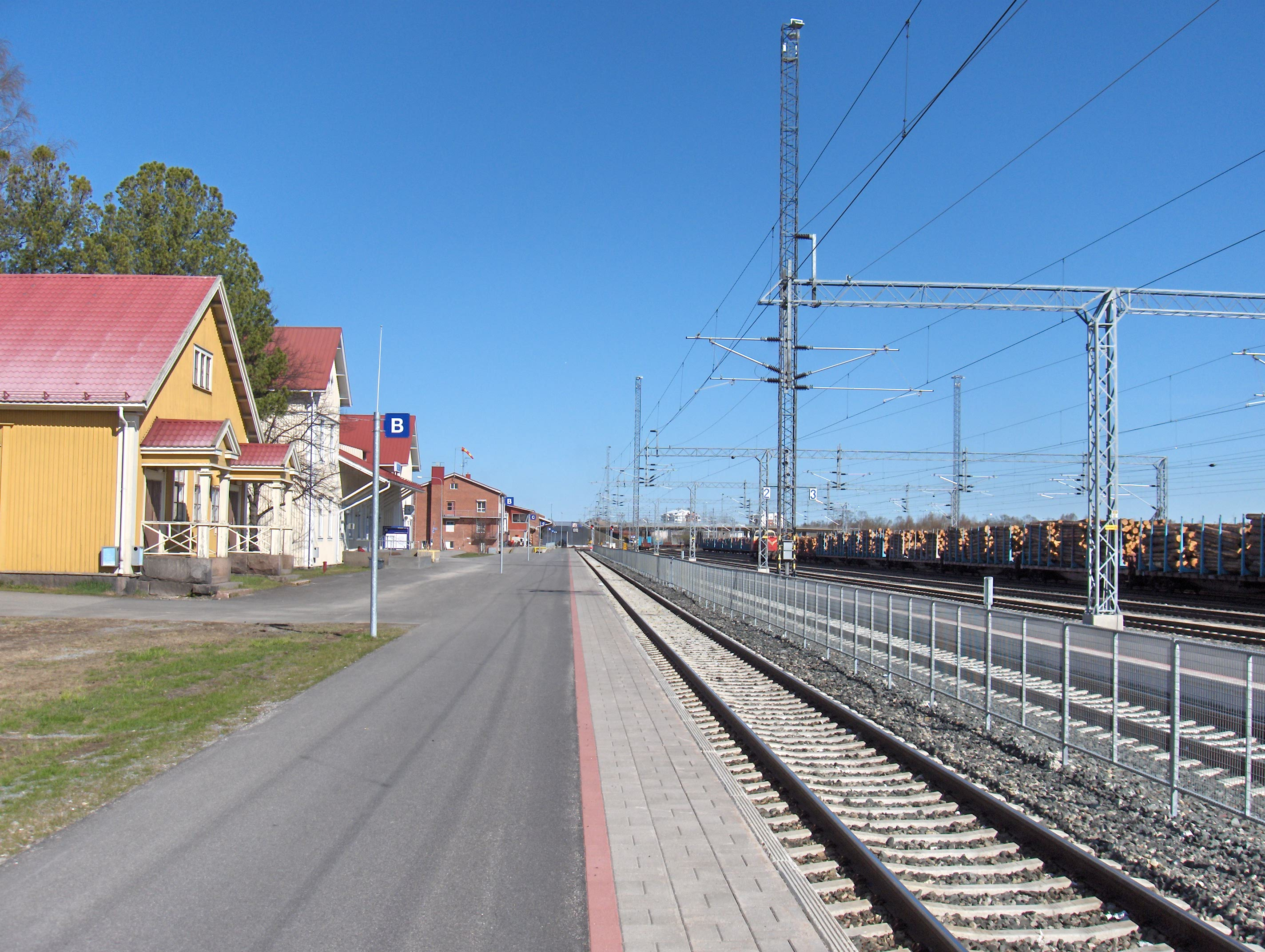
Kemi
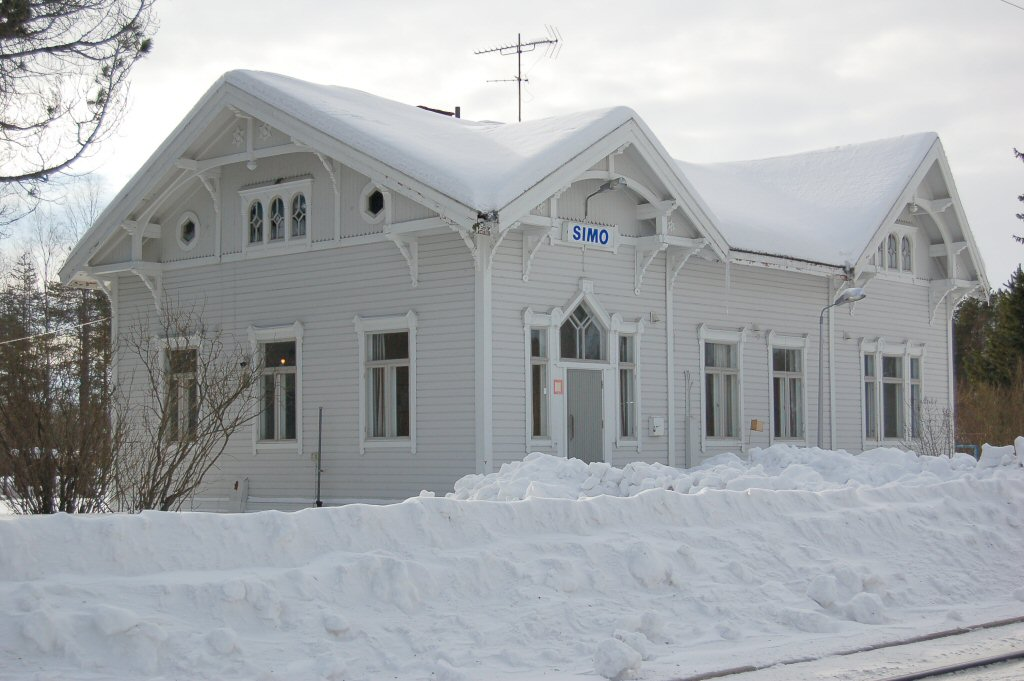
Simo
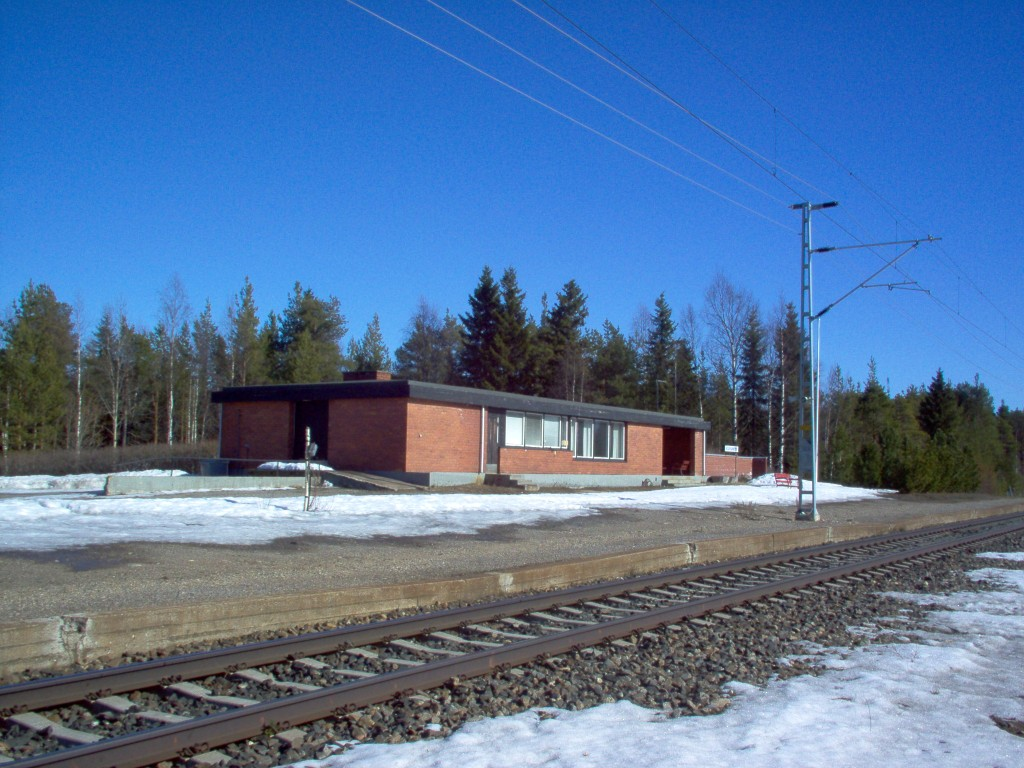
Kuivaniemi
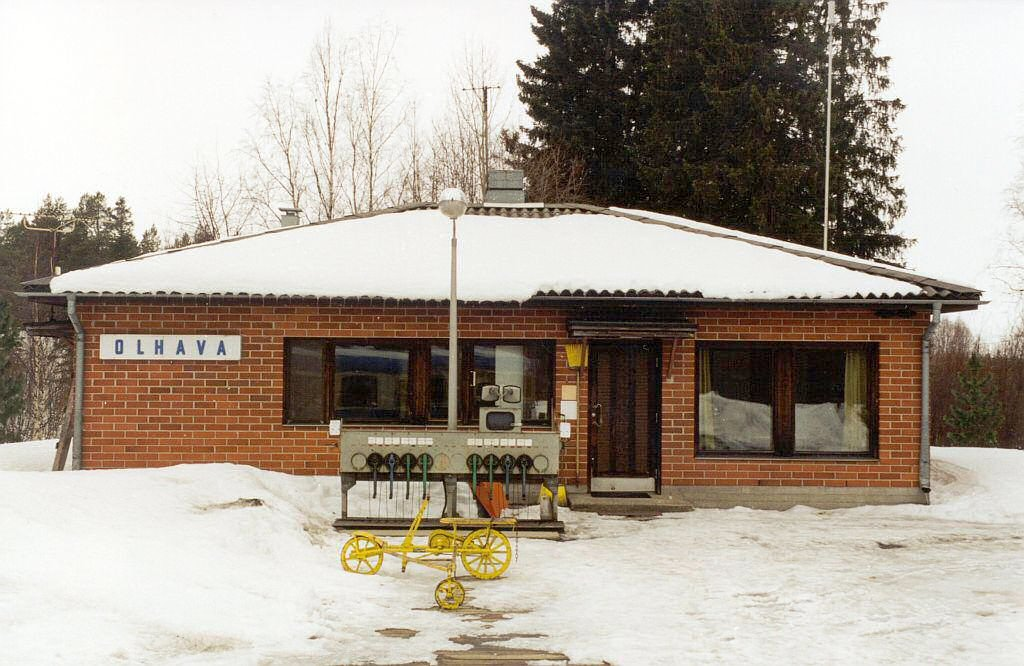
Olhava
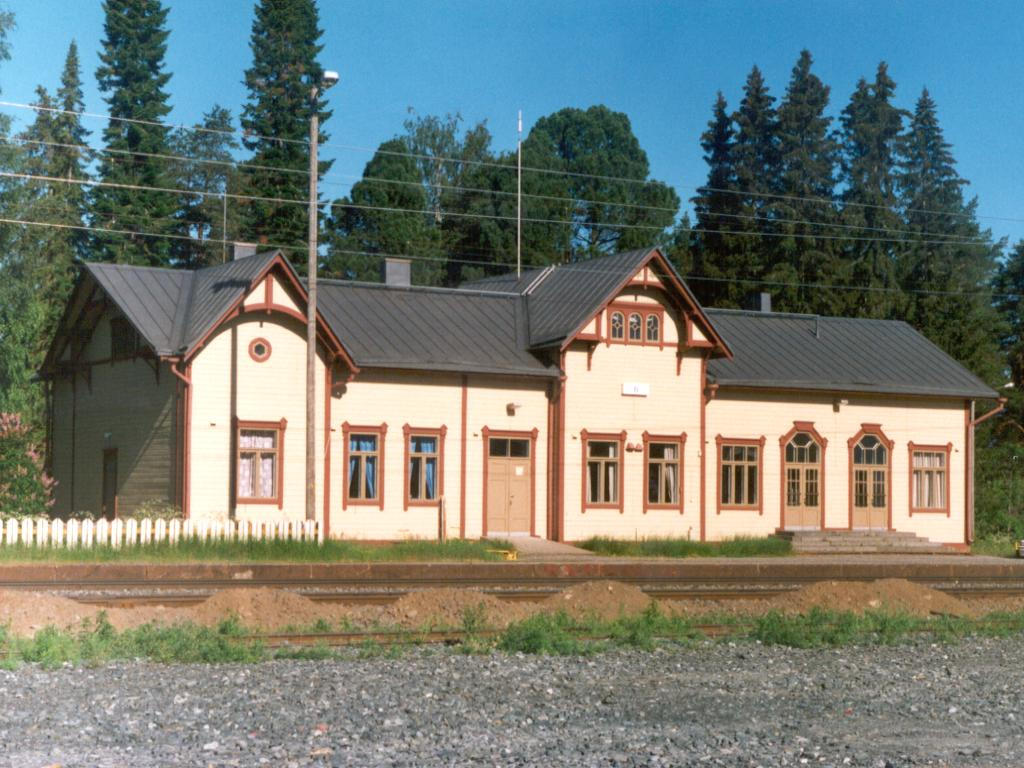
Ijo
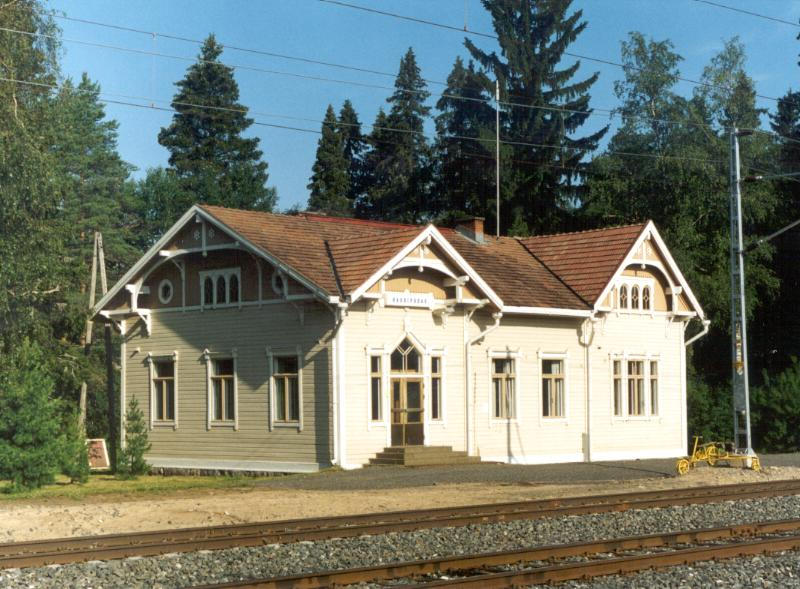
Haukipudas
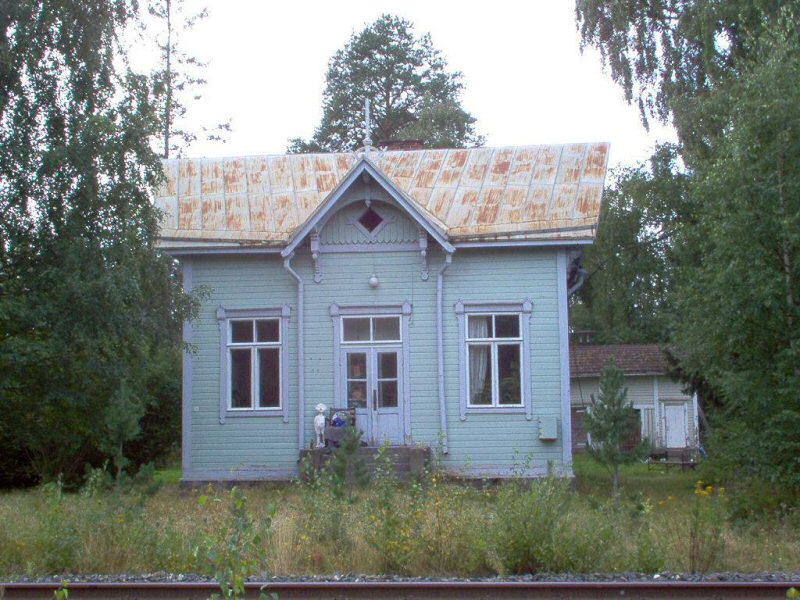
Kello
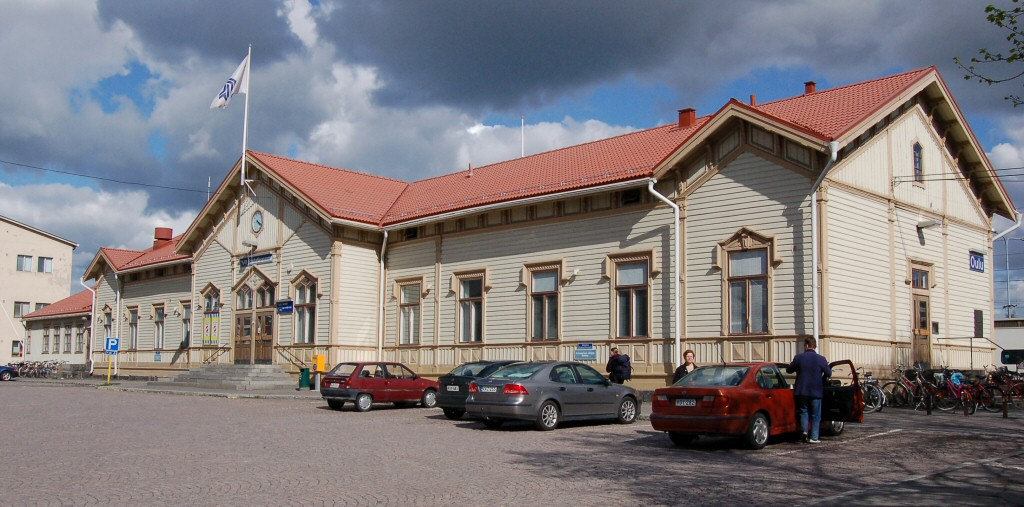
Uleåborg